# El Mechira
El Mechira è un comune dell'Algeria, situato nella provincia di Mila.